# Dominik Petr
Dominik Petr (* 23. září 1975, Ivančice) je český malíř, ilustrátor a organizátor kulturních akcí, známý svou spoluprací s předními umělci, zejména v oblasti klasické hudby a jazzu.

## Výtvarná tvorba
Dominik Petr vytvořil množství originálních ilustrací pro řadu významných českých periodik zaměřených na fantastiku, jako jsou Ikarie, XB-1, Pevnost a česká edice The Magazine of Fantasy and Science Fiction. Rovněž spolupracoval s významnými nakladatelstvími, mezi která patří Laser-books, Triton, Mladá fronta, Olympia a další. Mezi lety 2006–2011 byl členem redakce a jediným ilustrátorem české edice magazínu Fantasy & Science Fiction, jehož obnovení získalo ocenění Akademie science-fiction, fantasy a hororu v kategorii „Počin roku“ za rok 2006.
S Janem Patrikem Krásným a britským malířem Lesem Edwardsem se jako ilustrátor podílel na realizaci oceňované trilogie antologií Trochu divné kusy editora Martina Šusta (Cena ASFFH v kategoriích "Antologie" za roky 2005 a 2006, a „Počin roku“ za rok 2005). Jeho práce zahrnují také ilustrace pro básnické sbírky Trnová koruna a Život mezi prsty Jany Frankové a knihu Bílá stopa Michala Rejžo Pavlíka.
V letech 2010-2022 byl Petr v oblasti fantastiky zastoupen pražskou Galerií Nemesis.
Vedle ilustrací se věnuje zejména figurální malbě a umění portrétu. Svá díla zpracovává technikou vrstvených strukturovaných akrylů. Jeho malby často odrážejí hudební témata, například ideové plakáty pro Chopinův festival, kolekce portrétů významných klavíristů 20. století, série obrazů k cyklu pořadů Zdenek Merta u klavíru. Vytvořil také motiv přítisku výroční poštovní známky k 65. ročníku Chopinova festivalu, či k nahrávce kompletních balad a scherz Fryderyka Chopina v interpretaci Martina Kasíka.
Rozpracovaný cyklus velkoformátových pláten s duchovní tematikou Via Lucis byl dočasně zapůjčen do sbírek Zámku Rosice. Dříve se Dominik Petr úspěšně věnoval tvorbě tzv. identikitů (portrétů pachatelů trestných činů).

## Umělecká činnost ve Společnosti Fryderyka Chopina v ČR
Od roku 2012 je Dominik Petr výtvarníkem Společnosti Fryderyka Chopina v České republice a Mezinárodního festivalu Fryderyka Chopina v Mariánských Lázních, kde se stal nástupcem umělců, jako byli Osvald Klapper, Jaroslav Sůra, Vladimír Suchánek, Jiří Anderle, Karel Demel, Adolf Born, Kristian Kodet, Jan Kristofori, Bohunka Waageová, či Theodor Pištěk. Každoročně tvoří nový originální portrét Fryderyka Chopina, který je použit na ideovém plakátu festivalu a dalších propagačních materiálech. Tento umělecký přístup festivalu je unikátní i ve světovém měřítku.
Společnost Fryderyka Chopina v ČR byla založena 10. června 1959 a patří k nejstarším hudebním společnostem na světě. Jako jediná česká hudební společnost je zaštítěna organizací UNESCO. Současným předsedou společnosti je prof. Ivan Klánský, uměleckým ředitelem festivalu a místopředsedou společnosti klavírní virtuos Martin Kasík

## Koncertní cykly a festivaly
V roce 2013 inicioval Dominik Petr vznik cyklu koncertů klasické hudby na Zámku Rosice. Koncerty jsou realizovány pod záštitou Správy zámku Rosice a KIC Rosice. Nejprve se Koncerty virtuosů konaly v prostorách Zámeckého kulturního centra Rosice. Po rekonstrukci hudebního sálu Karla staršího ze Žerotína se koncerty pod názvem Virtuosové na zámku přesunuly do těchto reprezentativních prostor. Dramaturgem cyklu je právě Petr a pod jeho vedením na zámku vystoupili renomovaní umělci, včetně Ivana Klánského, Martina Kasíka, Jiřího Vodičky, Ivana Ženatého, Romana Patočky, Kateřiny Englichové, Viléma Veverky, Václava Petra, Wihanova kvarteta, Guarneri tria Prague, Klavírního tria České filharmonie, Martina a Jany Hrochových a dalších. Dominik Petr je rovněž spojen se vznikem a realizací Frenštátského klavírního festivalu, jehož patronem je klavírní virtuos Martin Kasík.

## Cena města Rosice, expozice a sbírky
V roce 2023 obdržel Dominik Petr Cenu města Rosice za přínos v oblasti kultury. Od roku 2020 má na zámku Rosice dlouhodobě vystaveny své práce s hudební a duchovní tematikou, jako například cyklus Via Lucis, část Chopinovského cyklu, cyklus Menší andělé.
Petrova díla jsou oblíbená jak v českých, tak i v mezinárodních uměleckých kruzích. Obrazy a grafické listy využívají organizátoři hudebních festivalů a kulturní instituce jako exkluzivní dary pro významné umělce, podporovatele či hosty. K těmto osobnostem a institucím patří například francouzský prezidentský pár, Jeho Milost Filip Zdeněk Lobkowicz z kláštera Teplá, Velvyslanectví Polské republiky v Praze, Polský institut v Praze, Ennio Morricone, sir Andre Previn, sir Peter Donohoe, Radu Lupu, Dina Yoffe, Kevin Kenner, Dang Thai Son.
Jeho tvorba zahrnuje také české a slovenské umělce a významné kulturní osobnosti. Petrova díla jsou též součástí sbírek Společnosti Fryderyka Chopina v ČR.

## Profesní pozadí a vzdělání
Dominik Petr se narodil 23. září 1975 v Ivančicích. Studoval na Gymnáziu T. G. Masaryka v Zastávce u Brna a na Střední policejní škole v Brně. Poté pokračoval na Pedagogické fakultě Masarykovy univerzity v Brně. Po celou dobu své kariéry se věnoval výtvarnému umění, a to i díky soukromým konzultacím a mentorství malíře Jaroslava Matějky a akademického sochaře Františka Navrátila. V letech 2010–2012 studoval grafologii u České grafologické komory, což rovněž ovlivnilo jeho přístup k umění. Od roku 2012 působí jako výtvarník Společnosti Fryderyka Chopina v ČR, kde je od roku 2014 také členem výboru.